# Peromyscus merriami
Peromyscus merriami là một loài động vật có vú trong họ Cricetidae, bộ Gặm nhấm. Loài này được Mearns mô tả năm 1896.